# Nicola Cascella
Nicola Cascella (Barletta, 2 luglio 1985) è un ex ostacolista italiano, specializzato nei 400 metri ostacoli.

## Biografia
Dopo essere cresciuto, sportivamente parlando, nell'Atletica Barletta, passa nel 2001 all'Amatori Atletica Acquaviva e nel 2004 nell'Aeronautica Militare, rimanendo sino al 2011 anno del suo ritiro dall'attività agonistica.
Nel 2002 si laurea campione italiano allievi nei 400 m ostacoli a Torino e nel 2004 partecipa ai Mondiali juniores di Grosseto venendo squalificato in semifinale per passaggio irregolare dell'ostacolo. L'anno successivo, 2005, è finalista agli Europei under 23 di Erfurt, terminando in sesta posizione.
Il 2007 lo vede concludere ai piedi del podio, due volte quarto, sia ai campionati nazionali universitari (400 m) che agli assoluti di Padova (400 m ostacoli). Agli Europei under 23 di Debrecen in Ungheria si ritira in batteria, mentre alle Universiadi di Bangkok viene eliminato subito in batteria sia sui 400 m ostacoli che con la staffetta 4×400 m.
Nel biennio 2008-2009 conquista due titoli italiani assoluti nei 400 m ostacoli, vincendo sia a Cagliari che a Milano, entrambe le volte con ampio margine. Esordisce in Nazionale assoluta nel 2008 in occasione della Coppa Europa ad Annecy, col sesto posto finale.
Nel 2009 prende parte agli Europei a squadre di Leiria, concludendo in nona posizione, e ai Giochi del Mediterraneo di Pescara, terminando al quinto posto.
Negli anni a seguire ha subito un grave infortunio al tendine e successivamente ha dovuto lottare contro una grave malattia.

## Progressione

### 400 metri ostacoli
| Stagione | Tempo | Luogo      | Data      | Rank. Mond. |
| -------- | ----- | ---------- | --------- | ----------- |
| 2010     | 51"25 | Acquaviva  | 13-6-2010 |             |
| 2009     | 50"10 | Milano     | 2-8-2009  |             |
| 2008     | 50"81 | Annecy     | 21-6-2008 |             |
| 2007     | 50"59 | Palermo    | 30-9-2007 |             |
| 2006     | 50"98 | Sulmona    | 18-6-2006 |             |
| 2005     | 51"06 | Bressanone | 26-6-2005 |             |
| 2004     | 51"47 | Grosseto   | 14-7-2004 |             |
| 2003     | 52"62 | Matera     | 1-6-2003  |             |

## Palmarès
| Anno | Manifestazione          | Sede     | Evento   | Risultato  | Prestazione | Note  |
| ---- | ----------------------- | -------- | -------- | ---------- | ----------- | ----- |
| 2004 | Mondiali U20            | Grosseto | 400 m hs | Semifinale | dq          | [ 2 ] |
| 2005 | Europei U23             | Erfurt   | 400 m hs | 6º         | 51"45       | [ 3 ] |
| 2007 | Europei U23             | Debrecen | 400 m hs | Batteria   | dnf         | [ 4 ] |
| 2007 | Universiadi             | Bangkok  | 400 m hs | Batteria   | 53"27       | [ 4 ] |
| 2007 | Universiadi             | Bangkok  | 4×400 m  | Batteria   | 3'15"56     | [ 4 ] |
| 2009 | Giochi del Mediterraneo | Pescara  | 400 m hs | 5º         | 51"33       | [ 5 ] |

## Campionati nazionali
- 2 volte campione nazionale assoluto dei 400 m ostacoli (2008, 2009)
- 1 volta campione nazionale promesse dei 400 m ostacoli (2007)
- 1 volta campione nazionale allievi dei 400 m ostacoli (2002)

2002
- Oro ai campionati italiani allievi (Torino), 400 m hs

2007
- 4º ai campionati nazionali universitari (Jesolo), 400 m piani - 47"54[6]
- Oro ai campionati italiani promesse (Bressanone), 400 m hs - 51"11[7]
- 4º ai campionati italiani assoluti (Padova), 400 m hs - 51"88[8]

2008
- Oro ai campionati italiani assoluti (Cagliari), 400 m hs - 50"99[9]

2009
- Oro ai campionati italiani assoluti (Milano), 400 m hs - 50"10[10]

## Altre competizioni internazionali
2008
- 6º nella Coppa Europa ( Annecy), 400 m hs - 50"81[11]

2009
- 9º nella First League degli Europei a squadre ( Leiria), 400 m hs - 51"16[12]